# Nikolai Smolnikov
Nikolai Fyodorovich Smolnikov (en russe : Николай Фёдорович Смольников est un footballeur soviétique des années 1960 et 1970 né le 10 mars 1949 à Bakou.

## Biographie
En tant qu'attaquant, Nikolai Smolnikov fut international soviétique à trois reprises pour aucun but inscrit. Ses trois sélections furent honorées contre le Mexique, en mars 1968, qui se soldèrent par trois matchs nuls. Il fit partie des joueurs sélectionnés pour l'Euro 1968, mais il ne joua aucun match. L'URSS termina quatrième du tournoi. Il joua toute sa carrière au FK Neftchi Bakou, de 1967 à 1979, sans rien remporter.

## Statistiques
| Saison                | Club                  | Championnat           | Championnat | Championnat | Coupe(s) nationale(s) | Coupe(s) nationale(s) | Total | Total |
| Saison                | Club                  | Division              | M.          | B.          | M.                    | B.                    | M.    | B.    |
| 1967                  | Neftianik Bakou       | D1                    | 9           | 0           | -                     | -                     | 9     | 0     |
| 1968                  | Neftchi Bakou         | D1                    | 20          | 3           | -                     | -                     | 20    | 3     |
| 1969                  | Neftchi Bakou         | D1                    | 27          | 2           | 1                     | 0                     | 28    | 2     |
| 1970                  | Neftchi Bakou         | D1                    | 29          | 2           | 4                     | 1                     | 33    | 3     |
| 1971                  | Neftchi Bakou         | D1                    | 26          | 4           | 6                     | 2                     | 32    | 6     |
| 1972                  | Neftchi Bakou         | D1                    | 28          | 7           | 2                     | 0                     | 30    | 7     |
| 1973                  | Neftchi Bakou         | D2                    | 26          | 11          | 4                     | 1                     | 30    | 12    |
| 1974                  | Neftchi Bakou         | D2                    | 38          | 13          | 4                     | 1                     | 42    | 14    |
| 1975                  | Neftchi Bakou         | D2                    | 37          | 13          | 2                     | 0                     | 39    | 13    |
| 1976                  | Neftchi Bakou         | D2                    | 36          | 14          | 2                     | 1                     | 38    | 15    |
| 1977                  | Neftchi Bakou         | D1                    | 30          | 9           | -                     | -                     | 30    | 9     |
| 1978                  | Neftchi Bakou         | D1                    | 25          | 2           | 5                     | 1                     | 30    | 3     |
| 1979                  | Neftchi Bakou         | D1                    | 7           | 0           | 3                     | 1                     | 10    | 1     |
| Total sur la carrière | Total sur la carrière | Total sur la carrière | 338         | 80          | 33                    | 8                     | 371   | 88    |

## Palmarès
- Championnat d'URSS de football D2
  - Vice-champion en 1976